# Eduardo Vargas
Eduardo Jesús Vargas Rojas (Renca, 20 de novembro de 1989) é um futebolista chileno que atua como atacante. Atualmente joga pelo Audax Italiano, do Chile.

## Carreira
Vargas começou a jogar em times amadores de Renca, em Santiago. Desde o começo, sempre mostrou o seu talento com a bola e começou a chamar atenção das pessoas com sua velocidade e explosão, mas não conseguiu se profissionalizar pelo fato de morar muito longe dos grandes clubes de Santiago. Desta forma, continuou a jogar em times amadores. No ano de 2006, enquanto jogava em um time da terceira divisão amadora do Chile, participou de um torneio disputado em Puerto Montt, no Sul do Chile. Vargas foi o artilheiro de sua equipe.

### Cobreloa
Após o término do torneio, ele e Osvaldo Hurtado, ex-futebolista chileno, ficou espantado com o talento do garoto e entrou em contato com o treinador do Cobreloa na época, Jorge Aravena, e foi submetido a diversas avaliações para jogar no time. Após um certo período de testes, foi aceito e integrado na equipe reserva do Cobreloa.
Depois de destacar-se no time reserva, foi promovido para o grupo principal, estreando contra a equipe do Puerto Montt, no dia 23 de julho de 2006, aos 16 anos, no Estádio Regional de Chinquihue.
No dia 16 de março de 2008, marcou o seu primeiro gol pela equipe profissional contra o Palestino, em partida válida pelo Campeonato Chileno (Apertura).

### Universidad de Chile

#### 2010
Em 8 de janeiro de 2010, o Cobreloa chegou a um acordo com Artur Zaltsman Neto, o representante do Universidad de Chile, e após longas negociações, o clube da capital chilena pagou 700 mil dólares pelo seu passe e um contrato de quatro anos.
O jogador estreou oficialmente no dia 24 de janeiro, contra o Cobresal, no Apertura de 2010, e no Estádio Municipal Francisco Sánchez Rumoroso.

#### 2011
Graças à escalação ofensiva do técnico Jorge Sampaoli, Vargas foi o jogador principal do time durante todo o Apertura de 2011 por conta de sua velocidade, potência, e arrancadas pela direita, sendo considerado como um pesadelo para as defesas adversárias, e sendo um dos artilheiros da equipe ao lado de Gustavo Canales e Edson Puch.
Depois de fazer um belíssimo campeonato nacional, foi eleito pelos capitães da primeira divisão chilena como o melhor jogador do Apertura de 2011.
Marcou dois gols na final da Copa Sul-Americana de 2011, tendo marcado o primeiro aos 3 minutos do primeiro tempo e o segundo aos 42 do segundo tempo. Seus dois tentos ajudaram a "La U" alcançar o seu primeiro título internacional, e ele foi eleito o melhor jogador do torneio. Além disso, é o maior artilheiro da história da Copa Sul-Americana, com onze gols.
Em novembro de 2011, após conquistar a Sul-Americana, foi selecionado para ser um candidato de Rei da América, e disputou o prêmio com Neymar, porém, ficou na segunda colocação. Em dezembro, foi eleito como o melhor jogador chileno de 2011. Além disso, ele foi eleito pelo jornal uruguaio "El País" como o "Atacante da Seleção da América de 2011".

### Napoli
No dia 23 de dezembro de 2011, após uma longa negociação, o Napoli comprou todos os direitos do jogador por cerca de 18 milhões de dólares. Vargas chegou a Nápoles no dia 6 de janeiro de 2012 e assinou o contrato no dia 9 de janeiro. No dia 20 de setembro de 2012, no primeiro jogo do Napoli na Liga Europa da UEFA de 2012-13, Vargas marcou 3 gols na vitória por 4–0 contra o AIK Fotboll, fazendo uma partida brilhante. Esta foi a primeira vez que um jogador chileno marcou um hat-trick em uma competição continental na Europa. Apesar disso, não fez uma boa temporada nos gramados italianos. Ele tem contrato com o clube italiano até o meio de 2016.

### Grêmio
Com sua saída do time italiano, vários clubes da América Latina e Europa se interessaram pelo jogador, entre eles São Paulo, Grêmio e Arsenal, da Inglaterra. Após longas negociações, o clube gaúcho acertou a contratação do atacante por empréstimo até o final de 2013.. Vargas estreou contra LDU de Quito  válido pela Copa Libertadores da América. Vargas fez seu primeiro gol com a camisa do Grêmio em um jogo válido pela Copa Libertadores da América contra o Fluminense. Vargas fez o terceiro gol da partida, na qual terminou 3–0 para o time gaúcho, foi um dos destaques da equipe tricolor no ano de 2013 ao lado de Hernán Barcos, Zé Roberto e Elano, por seus dribles e sua velocidade. Vargas acabou deixando Porto Alegre decepcionando os torcedores do Grêmio, com uma amarga desclassificação nas oitavas de final da Libertadores.
Vargas e teve uma passagem discreta, apesar de ter feito bons jogos pelo Imortal. Em 37 partidas ele marcou nove gols.

### Valencia
Foi emprestado ao Valencia de 23 de janeiro a 30 de junho de 2014. Em 1 de fevereiro daquele ano, ele jogou por seu novo clube pela primeira vez em um jogo contra o Barcelona. Em 8 de fevereiro, marcou o seu primeiro gol em um jogo válido pela 23ª rodada no Mestalla contra o Betis, numa vitória por 5-0 e marcou o quinto gol aos 79 minutos do passe de Míchel Herrero.
Terminou a época com três gols marcados na La Liga e dois na Liga Europa. O seu desempenho foi criticado pelos fãs, que esperavam muito mais dele.

### Queens Park Rangers
Sem espaço no Napoli, Vargas foi novamente emprestado, desta vez, para o Queens Park Rangers por uma temporada, Eduardo Vargas falou: 
"A Premier League é a melhor do mundo, a mais excitante do mundo, e estou ansioso para competir em uma divisão super-competitiva", falou o atacante.
Vargas fez a sua estreia na Premier League, em domingo 14 de setembro de 2014, após 59 minutos de jogo no 4-0 da sua equipa às mãos do Manchester United. Em 19 de outubro de 2014, Vargas entrou após 78 minutos da partida entre QPR contra o Liverpool e empatou duas vezes, mas um gol no final deu a vitória aos Red's por 3 a 2.
Vargas sofreu uma lesão no joelho (lesão no ligamento colateral medial de grau dois) e saiu depois de 30 minutos do primeiro tempo na vitória do QPR por 4 a 1 sobre o West Bromwich em 4 de abril de 2015, assim ficou fora o resto da temporada.
Encerrou sua passagem pelo QPR com 21 jogos, 3 gols e duas assistências .

### Hoffenheim
Em agosto de 2015, Vargas deixou o Napoli definitivamente e foi para o Hoffenheim, time da Bundesliga alemã. Ele assinou contrato até 30 de junho de 2019. A sua estreia pelo clube alemão aconteceu a 29 de agosto de 2015, na 3ª rodada da Bundesliga de 2015–16, um jogo em que o Darmstadt 98 e Hoffenheim empataram 0-0, com o Vargas a chegar aos 76 minutos, substituindo Mark Uth.Em 13 de setembro de 2015, ele marcou seu primeiro gol na Bundesliga quando marcou o gol de empate na derrota por 1 a 3 em casa contra o Werder Bremen, poucos minutos depois de entrar como substituto. Até o final de dezembro de 2016, Vargas havia feito 29 jogos na Bundesliga, marcando dois gols.

### Tigres UANL
Após passar dois anos atuando no Hoffenheim, da Alemanha, acertou com o Tigres UANL, em 27 de janeiro de 2017. Fez a sua estreia com a camisa de Los Felinos em 4 de fevereiro de 2017, pela quinta  rodada do Clausura 2017, que colocou o Tigres contra o Toluca no Estádio Universitario. Naquela partida, ele entrou aos 72', em substituição de Jesús Dueñas. O seu primeiro golo em solo mexicano foi marcado aos 41 minutos da partida entre Tigres e Pumas, na primeira mão dos quartos-de-final da Liga dos Campeões da CONCACAF de 2016-17, disputada em 22 de fevereiro, que terminou 1-1.
Vargas jogou pelo Tigres durante três anos e meio, ajudando-os a ganhar os títulos da Liga Apertura 2017 e Clausura 2019, bem como da Liga dos Campeões da CONCACAF de 2020 e uma Taça dos Campeões 2018.

### Atlético Mineiro
No dia 9 de novembro de 2020, Eduardo Vargas assinou um contrato de dois anos com o Atlético Mineiro. Ele chegou ao clube de Minas Gerais sob indicação do então técnico da equipe Jorge Sampaoli, com quem havia trabalhado anteriormente na Universidad de Chile e na Seleção Chilena. Sua estreia pelo Galo aconteceu em 14 de novembro, na vitória de virada por 2 a 1 sobre o Corinthians pelo Campeonato Brasileiro, anotando uma assistência em um passe de calcanhar para o gol de empate marcado por Guilherme Arana.
Vargas marcou seu primeiro gol pelo Atlético Mineiro no dia 12 de dezembro, o único na vitória por 1 a 0 sobre o Athletico Paranaense pelo Campeonato Brasileiro.
Exatamente um ano após seu primeiro gol, no dia 12 de dezembro de 2021, Eduardo Vargas fez 2 gols na final da Copa do Brasil contra o mesmo Athletico Paranaense, na goleada do Galo por 4 a 0.
Eduardo Vargas tem 5 títulos pelo Atlético: Campeonato Mineiro 2021 e 2022, Supercopa 2022, Brasileirão 2021 e Copa do Brasil 2021; participando com gols e/ou assistências em todos.
Em 4 de janeiro de 2023, Vargas completou 100 jogos com a camisa do Galo diante do Ipatinga, pela 3ª rodada do Campeonato Mineiro, no Ipatingão.
Em 17 de novembro de 2024, o Atlético anunciou a saída de Eduardo Vargas. Ele deixou o clube após cinco temporadas. No clube desde 2020, ele participou das conquistas de 4 Mineiros, 1 Brasileiro, 1 Copa do Brasil e 1 Supercopa. Com a camisa do Galo, foram 167 partidas e 33 gols marcados.

### Nacional
No dia 22 de janeiro de 2025, o atacante chileno foi anunciado como novo reforço do Nacional, do Uruguai.

### Audax Italiano
Em território uruguaio sua passagem foi extremamente apagada, em 24 de Junho de 2025 acerta sua transferência ao Audax Italiano, para a disputa da primeira divisão chilena.

## Seleção Chilena
Pela Seleção Chilena, fez sua estreia em 2009, na equipe Sub-20 que foi campeã do Torneio Internacional de Toulon nesse mesmo ano tendo sido vice-artilheiro da equipe com três gols. Pela seleção principal estreou em 4 de novembro de 2009 em partida amistosa contra o Paraguai.
Em 2014 foi convocado para a Copa do Mundo da FIFA, disputada no Brasil. Marcou seu único gol nessa competição na segunda rodada da fase de grupos, onde o Chile derrotou a Espanha por 2–0 e se classificou para as oitavas de finais com uma rodada de antecedência. A campanha chilena no mundial terminou nas oitavas de finais, quando foram derrotados pela Seleção Brasileira nos pênaltis.
Em 2015 se consagrou com a camisa da seleção chilena sendo campeão da Copa América, título inédito para os chilenos. A competição ocorreu no Chile, e logo na estreia Vargas anotou seu primeiro gol na competição, na vitória de seu país sobre o Equador por 2–0. Marcou novamente na segunda rodada da competição, no empate contra o México em 3–3. Marcou os dois gols da vitória chilena na semifinal sobre o Peru por 2–1. Na final o Chile derrotou a Argentina nos pênaltis. Vargas foi o artilheiro da competição, empatado com o peruano Paolo Guerrero, ambos com 4 gols cada.
Marcou um gol na vitória sobre o Brasil por 2–0 na primeira partida das Eliminatórias Sul-americanas para a Copa do Mundo FIFA 2018. Na segunda rodada marcou dois gols na vitória chilena sobre o Peru por 3–4, em Lima no Peru. Pela Copa América Centenário marcou os dois gols que classificaram o Chile para as quartas de final com a vitória de 4–2 sobre o Panamá pela terceira rodada da fase de grupos.  Marcou quatro gols na goleada de 7–0 sobre o México nas quartas de final, alcançando o seu 31° gol pela Seleção Chilena, se tornando o maior artilheiro chileno da história, além disso assumiu a condição de artilheiro da edição centenária da Copa América. 
Em 2017 disputou todas as partidas da Seleção Chilena na Copa das Confederações, onde sagrou-se como vice-campeão após perder a final para a Alemanha por 1–0 em St Petersburgo na Rússia, tendo anotado um único gol, na vitória sobre a Seleção de Camarões por 2–0 na estreia. 

## Estatísticas

### Clubes
Atualizado em 11 de agosto de 2022.
| Clube                | Temporada         | Liga  | Liga | Copa  | Copa | Continental | Continental | Outros | Outros | Total | Total |
| Clube                | Temporada         | Jogos | Gols | Jogos | Gols | Jogos       | Gols        | Jogos  | Gols   | Jogos | Gols  |
| -------------------- | ----------------- | ----- | ---- | ----- | ---- | ----------- | ----------- | ------ | ------ | ----- | ----- |
| Cobreloa B           | 2006              | 12    | 2    | —     | —    | —           | —           | —      | —      | 12    | 2     |
| Cobreloa             | 2006              | 4     | 0    | —     | —    | —           | —           | —      | —      | 4     | 0     |
| Cobreloa             | 2007              | 5     | 0    | —     | —    | —           | —           | —      | —      | 5     | 0     |
| Cobreloa             | 2008              | 21    | 4    | 2     | 0    | —           | —           | —      | —      | 23    | 4     |
| Cobreloa             | 2009              | 24    | 6    | 1     | 1    | —           | —           | —      | —      | 25    | 7     |
| Cobreloa             | Total             | 54    | 10   | 3     | 1    | 0           | 0           | 0      | 0      | 57    | 11    |
| Universidad de Chile | 2010              | 18    | 1    | —     | —    | 10          | 2           | —      | —      | 28    | 3     |
| Universidad de Chile | 2011              | 37    | 17   | 2     | 1    | 12          | 11          | —      | —      | 51    | 29    |
| Universidad de Chile | Total             | 55    | 18   | 2     | 1    | 22          | 13          | —      | —      | 79    | 32    |
| Napoli               | 2011–12           | 10    | 0    | 2     | 0    | 1           | 0           | —      | —      | 13    | 0     |
| Napoli               | 2012–13           | 9     | 0    | 0     | 0    | 6           | 3           | 0      | 0      | 15    | 3     |
| Napoli               | Total             | 19    | 0    | 2     | 0    | 7           | 3           | 0      | 0      | 28    | 3     |
| Grêmio               | 2013              | 18    | 6    | 3     | 0    | 10          | 2           | 6      | 1      | 37    | 9     |
| Valencia             | 2013–14           | 17    | 3    | —     | —    | 8           | 2           | —      | —      | 25    | 5     |
| Queens Park Rangers  | 2014–15           | 21    | 3    | 1     | 0    | —           | —           | —      | —      | 22    | 3     |
| Hoffenheim           | 2015–16           | 24    | 2    | 0     | 0    | —           | —           | —      | —      | 24    | 2     |
| Hoffenheim           | 2016–17           | 5     | 0    | 1     | 0    | —           | —           | —      | —      | 6     | 0     |
| Hoffenheim           | Total             | 29    | 2    | 1     | 0    | —           | —           | —      | —      | 30    | 2     |
| Tigres UANL          | 2016–17           | 12    | 1    | 0     | 0    | 6           | 2           | —      | —      | 18    | 4     |
| Tigres UANL          | 2017–18           | 41    | 10   | 1     | 0    | 4           | 2           | 1      | 1      | 47    | 13    |
| Tigres UANL          | 2018–19           | 34    | 11   | 5     | 4    | 8           | 2           | 2      | 0      | 49    | 17    |
| Tigres UANL          | 2019–20           | 19    | 4    | 0     | 0    | 2           | 1           | 4      | 1      | 25    | 6     |
| Tigres UANL          | 2020–21           | 14    | 3    | 0     | 0    | 0           | 0           | 0      | 0      | 14    | 3     |
| Tigres UANL          | Total             | 120   | 29   | 6     | 4    | 20          | 7           | 7      | 2      | 153   | 42    |
| Atlético Mineiro     | 2020              | 16    | 2    | —     | —    | —           | —           | —      | —      | 16    | 2     |
| Atlético Mineiro     | 2021              | 16    | 4    | 7     | 3    | 11          | 3           | 9      | 3      | 43    | 13    |
| Atlético Mineiro     | 2022              | 14    | 1    | 3     | 0    | 7           | 0           | 5      | 1      | 29    | 2     |
| Atlético Mineiro     | Total             | 46    | 7    | 10    | 3    | 18          | 3           | 14     | 4      | 88    | 17    |
| Total na carreira    | Total na carreira | 391   | 81   | 28    | 9    | 85          | 29          | 27     | 7      | 531   | 126   |

1. ↑  Nove jogos e dois gols de Copa Libertadores, um jogo de Copa Sul-Americana
2. ↑  Jogos de Copa Sul-Americana
3. ↑  Jogos de Liga dos Campeões da UEFA
4. 1 2  Jogos de Liga Europa da UEFA
5. 1 2 3  Jogos de Copa Libertadores
6. ↑  Jogos de Campeonato Gaúcho
7. 1 2 3 4  Jogos de Liga dos Campeões da CONCACAF
8. ↑  Jogo de Campeón de Campeones
9. ↑  Um jogo de Campeón de Campeones, um jogo de Campeones Cup
10. ↑  Um jogo de Campeón de Campeones, três jogos e um gol de Leagues Cup
11. ↑  Jogos de Campeonato Mineiro
12. ↑  Quatro jogos e um gol de Campeonato Mineiro, um jogo de Supercopa do Brasil

### Seleção nacional
Atualizado em 2 de abril de 2022.
| Chile | Chile | Chile |
| Ano   | Jogos | Gols  |
| ----- | ----- | ----- |
| 2009  | 1     | 0     |
| 2010  | 2     | 0     |
| 2011  | 6     | 2     |
| 2012  | 6     | 0     |
| 2013  | 12    | 9     |
| 2014  | 12    | 7     |
| 2015  | 13    | 7     |
| 2016  | 14    | 7     |
| 2017  | 15    | 3     |
| 2018  | 1     | 0     |
| 2019  | 9     | 3     |
| 2020  | 2     | 0     |
| 2021  | 11    | 2     |
| 2022  | 2     | 0     |
| 2023  | 0     | 0     |
| 2024  | 12    | 5     |
| Total | 118   | 45    |

| Gols | Data                   | Local                                                     | Adversário       | Placar | Resultado | Competição                             |
| ---- | ---------------------- | --------------------------------------------------------- | ---------------- | ------ | --------- | -------------------------------------- |
| 1.   | 2 de setembro de 2011  | AFG Arena, St. Gallen, Suíça                              | Espanha          | 0–2    | 3–2       | Amistoso                               |
| 2.   | 12 de outubro de 2011  | Monumental David Arellano, Santiago, Chile                | Peru             | 2–0    | 4–2       | Eliminatórias da Copa do Mundo de 2014 |
| 3.   | 6 de fevereiro de 2013 | Estádio Vicente Calderón, Madrid, Espanha                 | Egito            | 0–1    | 1–2       | Amistoso                               |
| 4.   | 26 de março de 2013    | Estádio Nacional de Chile, Santiago, Chile                | Uruguai          | 2–0    | 2–0       | Eliminatórias da Copa do Mundo de 2014 |
| 5.   | 23 de abril de 2013    | Estádio Mineirão, Belo Horizonte, Brasil                  | Brasil           | 2–2    | 2–2       | Amistoso                               |
| 6.   | 7 de junho de 2013     | Estádio Defensores del Chaco, Assunção, Paraguai          | Paraguai         | 0–1    | 1–2       | Eliminatórias da Copa do Mundo de 2014 |
| 7.   | 11 de junho de 2013    | Estádio Nacional de Chile, Santiago, Chile                | Bolívia          | 1–0    | 3–1       | Eliminatórias da Copa do Mundo de 2014 |
| 8.   | 6 de setembro de 2013  | Estádio Nacional de Chile, Santiago, Chile                | Venezuela        | 1–0    | 3–0       | Eliminatórias da Copa do Mundo de 2014 |
| 9.   | 10 de setembro de 2013 | Estádio de Genebra, Genebra, Suíça                        | Espanha          | 0–1    | 2–2       | Amistoso                               |
| 10.  | 10 de setembro de 2013 | Estádio de Genebra, Genebra, Suíça                        | Espanha          | 1–2    | 2–2       | Amistoso                               |
| 11.  | 19 de setembro de 2013 | Rogers Centre, Toronto, Canadá                            | Brasil           | 1–1    | 1–2       | Amistoso                               |
| 12.  | 30 de maio de 2014     | Estádio Nacional de Chile, Santiago, Chile                | Egito            | 2–2    | 3–2       | Amistoso                               |
| 13.  | 30 de maio de 2014     | Estádio Nacional de Chile, Santiago, Chile                | Egito            | 3–2    | 3–2       | Amistoso                               |
| 14.  | 4 de junho de 2014     | Estádio Elías Figueroa Brander, Valparaíso, Chile         | Irlanda do Norte | 1–0    | 2–0       | Amistoso                               |
| 15.  | 18 de junho de 2014    | Maracanã, Rio de Janeiro, Brasil                          | Espanha          | 1–0    | 2–0       | Copa do Mundo de 2014                  |
| 16.  | 10 de outubro de 2014  | Estádio Elías Figueroa Brander, Valparaíso, Chile         | Peru             | 1–0    | 3–0       | Amistoso                               |
| 17.  | 10 de outubro de 2014  | Estádio Elías Figueroa Brander, Valparaíso, Chile         | Peru             | 3–0    | 3–0       | Amistoso                               |
| 18.  | 15 de novembro de 2014 | Estádio CAP, Talcahuano, Chile                            | Venezuela        | 3–0    | 5–0       | Amistoso                               |
| 19.  | 11 de junho de 2015    | Estádio Nacional de Chile, Santiago, Chile                | Equador          | 2–0    | 2–0       | Copa América de 2015                   |
| 20.  | 15 de junho de 2015    | Estádio Nacional de Chile, Santiago, Chile                | México           | 2–2    | 3–3       | Copa América de 2015                   |
| 21.  | 29 de junho de 2015    | Estádio Nacional de Chile, Santiago, Chile                | Peru             | 1–0    | 2–1       | Copa América de 2015                   |
| 22.  | 29 de junho de 2015    | Estádio Nacional de Chile, Santiago, Chile                | Peru             | 2–1    | 2–1       | Copa América de 2015                   |
| 23.  | 8 de outubro de 2015   | Estádio Nacional de Chile, Santiago, Chile                | Brasil           | 2–0    | 2–0       | Eliminatórias da Copa do Mundo de 2018 |
| 24.  | 13 de outubro de 2015  | Estádio Nacional do Peru, Lima, Peru                      | Peru             | 2–2    | 4–3       | Eliminatórias da Copa do Mundo de 2018 |
| 25.  | 13 de outubro de 2015  | Estádio Nacional do Peru, Lima, Peru                      | Peru             | 4–2    | 4–3       | Eliminatórias da Copa do Mundo de 2018 |
| 26.  | 14 de junho de 2016    | Lincoln Financial Field, Filadélfia, Estados Unidos       | Panamá           | 1–1    | 4–2       | Copa América Centenário                |
| 27.  | 14 de junho de 2016    | Lincoln Financial Field, Filadélfia, Estados Unidos       | Panamá           | 2–1    | 4–2       | Copa América Centenário                |
| 28.  | 18 de junho de 2016    | Levi's Stadium, Santa Clara, Estados Unidos               | México           | 2–0    | 7–0       | Copa América Centenário                |
| 29.  | 18 de junho de 2016    | Levi's Stadium, Santa Clara, Estados Unidos               | México           | 4–0    | 7–0       | Copa América Centenário                |
| 30.  | 18 de junho de 2016    | Levi's Stadium, Santa Clara, Estados Unidos               | México           | 5–0    | 7–0       | Copa América Centenário                |
| 31.  | 18 de junho de 2016    | Levi's Stadium, Santa Clara, Estados Unidos               | México           | 6–0    | 7–0       | Copa América Centenário                |
| 32.  | 15 de novembro de 2016 | Estádio Nacional Julio Martínez Prádanos, Santiago, Chile | Uruguai          | 1–1    | 3–1       | Eliminatórias da Copa do Mundo de 2018 |
| 33.  | 13 de junho de 2017    | Cluj Arena, Cluj, Romênia                                 | Romênia          | 1–0    | 2–3       | Amistoso                               |
| 34.  | 18 de junho de 2017    | Otkrytie Arena, Moscou, Rússia                            | Camarões         | 2–0    | 2–0       | Copa das Confederações 2017            |
| 35.  | 5 de outubro de 2017   | Estádio Monumental David Arellano, Santiago, Chile        | Equador          | 1–0    | 2–1       | Eliminatórias da Copa do Mundo de 2018 |
| 36.  | 6 de junho de 2019     | Estádio La Portada, La Serena, Chile                      | Haiti            | 1–1    | 2–1       | Amistoso                               |
| 37.  | 17 de junho de 2019    | Estádio do Morumbi, São Paulo, Brasil                     | Japão            | 2–0    | 4–0       | Copa América de 2019                   |
| 38.  | 17 de junho de 2019    | Estádio do Morumbi, São Paulo, Brasil                     | Japão            | 4–0    | 4–0       | Copa América de 2019                   |
| 39.  | 14 de junho de 2021    | Estádio Olímpico Nilton Santos, Rio de Janeiro, Brasil    | Argentina        | 1–1    | 1–1       | Copa América de 2021                   |
| 40.  | 21 de junho de 2021    | Arena Pantanal, Cuiabá, Brasil                            | Uruguai          | 1–0    | 1–1       | Copa América de 2021                   |
| 41.  | 22 de março de 2024    | Estádio Ennio Tardini, Parma, Itália                      | Albânia          | 1–0    | 3–0       | Amistoso                               |
| 42.  | 11 de junho de 2024    | Estádio Nacional de Chile, Santiago, Chile                | Paraguai         | 3–0    | 3–0       | Amistoso                               |
| 43.  | 10 de setembro de 2024 | Estádio Nacional de Chile, Santiago, Chile                | Bolívia          | 1–1    | 1–2       | Eliminatórias da Copa do Mundo de 2026 |
| 44.  | 10 de outubro de 2024  | Estádio Nacional de Chile, Santiago, Chile                | Brasil           | 1–0    | 1–2       | Eliminatórias da Copa do Mundo de 2026 |
| 45.  | 19 de novembro de 2024 | Estádio Nacional de Chile, Santiago, Chile                | Venezuela        | 1–1    | 4–2       | Eliminatórias da Copa do Mundo de 2026 |

## Títulos
Universidad de Chile
- Copa Sul-Americana: 2011
- Campeonato Chileno: 2011 (Apertura), 2011 (Clausura)
- Copa Gato: 2010, 2011

Napoli
- Coppa Italia: 2011–12

Tigres UANL
- Campeonato Mexicano: 2017 (Apertura)
- Campeón de Campeones: 2017

Atlético Mineiro
- Campeonato Brasileiro: 2021
- Campeonato Mineiro: 2021, 2022, 2023 e 2024
- Supercopa do Brasil: 2022
- Copa do Brasil: 2021

Chile
- Copa América: 2015, 2016
- China Cup: 2017
- Torneio Internacional de Toulon: 2009

## Prêmios individuais
- Melhor jogador da Copa Sul-Americana: 2011
- Melhor jogador do Campeonato Chileno (Torneo Apertura): 2011
- Atacante da Seleção da América (Jornal El País): 2011[4]
- Melhor jogador da partida da Copa do Mundo de 2014: Espanha 0–2 Chile
- Equipe ideal da Copa América de 2015[37]
- Equipe ideal da Copa América Centenário 2016[38]
- 88º melhor jogador do ano de 2016 (Marca)[39]
- Melhor Jogador do Torneio China Cup de 2017[40]

## Artilharias
Universidad de Chile
- Copa Sul-Americana: 2011 – 11 gols

Seleção Chilena
- Copa América: 2015 – 4 gols
- Copa América Centenário: 2016 – 6 gols

## Curiosidades
- Na cidade chilena de Renca, na região metropolitana de Santiago, onde Eduardo Vargas viveu grande parte de sua vida, a prefeita Vicky Barahona rebatizou uma das avenidas da cidade com o nome do craque chileno. A avenida, que se chamava "Vicuña Mackenna" (político chileno do século XIX), agora se chama Avenida Eduardo Vargas Rojas.[41]